# Constantin Wesmael
Constantin Wesmael (Brussel, 4 oktober 1798 - Sint-Joost-ten-Node, 26 oktober 1872) was een Belgisch entomoloog. Hij specialiseerde zich in vliesvleugeligen, meer in het bijzonder schildwespen (Braconidae) en gewone sluipwespen (Ichneumonidae). 
Hij was een zoon van een weinig bemiddeld gezin, maar kon dankzij een studiebeurs in 1822 rechten studeren aan de universiteit van Luik. Daarnaast bekwaamde hij zich door zelfstudie in de natuurwetenschappen. Hij behaalde het diploma van doctor in de rechten in 1826. Hij gaf les aan het college van Charleroi tot 1831, waarna hij natuurgeschiedenis doceerde aan het atheneum van Brussel tot 1856. Hij doceerde ook zoölogie aan de École vétérinaire et d’agriculture de l’État in Kuregem (Brussel) vanaf 1836. In 1835 werd hij verkozen als lid van de Académie royale des sciences, des lettres et des beaux-arts de Belgique. Enkele van zijn studenten richtten in 1855 de Société entomologique de Belgique op, waarvan Wesmael de eerste erevoorzitter werd.
Wesmael publiceerde uitgebreide studies over de Braconidae en Ichneumonidae. Een groot deel van zijn collectie is bewaard in het Koninklijk Belgisch Instituut voor Natuurwetenschappen.
Tot de talrijke taxa die hij wetenschappelijk beschreef, behoren de  geslachten Histeromerus, Metrioptera en Pholidoptera en de soorten gewone zandspinnendoder, duin-koekoekspinnendoder, wafelbloedbij, gestreepte gaasvlieg, franjegaasvlieg en de loopkever Bembidion bruxellense.
Wesmael's zandspinnendoder en diverse andere insectensoorten zijn naar hem genoemd.